# Eduardo Balassaniàn
Eduardo Balassaniàn (1937) è un ex calciatore argentino, di ruolo attaccante.

## Carriera
Inizia la carriera nel Racing Club. Nella sua prima stagione con i biancocelesti, la 1953, ottiene il secondo posto in campionato. L'anno dopo è concluso al decimo posto, a cui ne seguì un secondo la stagione seguente. Nella stagione 1956 Balassaniàn con i suoi ottenne il quarto posto finale a cui seguì nel 1957 il terzo.
Nel 1958 passa al Platense per poi ritornare brevemente nel 1961 al Racing.
Sempre nel 1961 passa all'Atlanta con cui otterrà nella stagione 1961 il quarto posto finale e l'anno dopo il settimo. Lascerà la madre patria per trasferirsi in Colombia per giocare nell'Atlético Nacional nel 1962.
Con il Nacional ottenne il decimo posto nel Campeonato Profesional 1962, l'undicesimo nel 1963 ed il nono nel 1964.
La stagione 1965, quella di maggior successo per Balassaniàn al Nacional, venne chiusa al secondo posto finale a due punti dai campioni del Deportivo Cali. Balassaniàn viene ricordato come uno dei migliori giocatori di quell'annata.
Seguirono nelle due stagioni seguenti il dodicesimo posto nel 1966 e l'undicesimo nel 1967.
Nel 1967 si trasferisce in Canada per giocare nei Toronto Falcons, con cui ottiene il quarto posto nella Western Division della NPSL 1967.